# Slaget ved Tewkesbury
Slaget ved Tewkesbury, som fandt sted den 4. maj 1471, var et af de afgørende slag i Rosekrigene i England. De styrker, der var loyale over for Huset Lancaster, led et knusende nederlag til hæren loyal over for det rivaliserende Hus York under dets monark, kong Edvard 4. Lancaster-arvingen, Edvard, prins af Wales, og mange prominente adelsmænd, der støttede Huset Lancaster, blev dræbt under slaget eller henrettet. Lancaster-kongen, Henrik 6. af England, der var fange i Tower of London, døde eller blev myrdet kort efter slaget. Tewkesbury genoprettede den politiske stabilitet til England indtil Edvard 4.'s død i 1483.

## Baggrund
Udtrykket Rosekrigene henviser til de uformelle heraldiske emblemer tilhørende de to rivaliserende huse Lancaster og York, som havde strides om magten, og i sidste ende tronen, siden slutningen af 1450'erne. I 1461 blev Huset Yorks prætendent, Edvard, jarl af March, udråbt til kong Edvard 4. og besejrede tilhængerne af den svage, periodevise sindssyge Lancaster-konge Henrik 6. i Slaget ved Towton. Pro-Lancaster-oprør i det nordligste England blev nedkæmpet i 1464, og kong Henrik blev taget til fange på flugt og fængslet året efter. Hans hustru, Margrete af Anjou, og deres 13-årige søn Edvard af Westminster blev forvist og levede i armod i Frankrig. Edvard 4.'s greb om tronen syntes midlertidigt at være sikker.
Edvard skyldte i vid udstrækning sin sejr støtten fra hans fætter, den magtfulde 16. jarl af Warwick. De begyndte at skilles, da Edvard forkastede det franske diplomatiske ægteskab, som Warwick havde arbejdet for, og giftede sig i 1464 hemmeligt med Elizabeth Woodville, enke efter en ubetydelig adelsmand, der havde støttet Huset Lancaster. Da ægteskabet blev offentligt kendt, placerede Edvard mange af sin nye dronnings familiemedlemmer i magtfulde embeder, som Warwick havde håbet på at kontrollere. Edvard omgjorde i mellemtiden Warwicks politik om venskab med Frankrig ved at gifte sin søster Margrete med Karl den Dristige, hertug af Burgund. Den forbitrede Warwick sikrede sig støtte fra Edvard 4.'s bror Georg Plantagenet, 1. hertug af Clarence, til et kup til gengæld for Warwicks løfte om at krone Clarence til konge. Selvom Edvard blev fængslet kortvarigt, kunne Clarence ikke accepteres som monark for det meste af landet. Edvard fik lov til at genoptage sin styre, udadtil forsonet med Warwick og Clarence. Inden for et år beskyldte han dem dog for nyt forræderi og tvang dem til at flygte til Frankrig.

## Genindsættelsen af Henrik 6.
Uden håb om en forsoning med kong Edvard lå Warwicks bedste håb om at genvinde magten i England i at genindsætte Henrik 6. på tronen. Ludvig 11. af Frankrig frygtede en fjendtlig alliance mellem Burgund under Karl den Dristige og England under Edvard. Han var parat til at støtte Warwick med mænd og penge, men for at give legitimitet til ethvert oprør under Warwick, krævede det accept fra Margrete af Anjou. Warwick og Margrete var tidligere svorne fjender, men hendes ledsagere (især sir John Fortescue, tidligere Chief Justice under Henrik 6.'s styre), og Ludvig overtalte hende til sidst til at alliere Huset Lancaster med Warwick. I Angers bad Warwick hende på knæ om tilgivelse for alle tidligere uretfærdigheder, der var begået mod hende, og han blev tilgivet. Prins Edvard blev forlovet med Warwicks yngste datter Anne (ægteskabet blev til sidst højtideligholdt i Amboise den 13. december 1470, men blev muligvis ikke fuldbyrdet, da Margrete søgte en bedre forbindelse for Edvard, når han først var konge). Endelig svor de loyalitet over for Henrik 6. ved et fragment af det sande kors i katedralen i Angers. Imidlertid nægtede Margrete at lade prins Edvard gå i land i England eller selv at gå i land der, før Warwick havde genoprettet et sikkert styre og gjort landet sikkert for dem.
I London befriede Warwick kong Henrik, førte ham i procession til Saint Paul's Cathedral og installerede ham i Westminster Palace. Warwicks position forblev ikke desto mindre usikker. Hans alliance med Ludvig af Frankrig og hans hensigt at erklære krig mod Burgund var i strid med købmændenes interesser, da den truede engelsk handel med Flandern og Holland. Clarence havde længe været udelukket fra Warwicks planer. I november 1470 erklærede parlamentet, at prins Edvard og hans efterkommere var Henriks arvinger til tronen. Clarence ville kun blive konge, hvis Lancaster-arvefølgen uddøde. Uden Warwicks viden blev Clarence i hemmelighed forsonet med sin bror, kong Edvard.

## Kong Edvards tilbagevenden og Warwicks død
Med Warwick ved magten i England var det Karl af Burgunds tur til at frygte en alliance mellem England og Frankrig. Som et åbenlyst svar mod Warwick forsynede han kong Edvard med penge (50.000 floriner), skibe og flere hundrede mænd (herunder håndkanonskytter). Edvard satte sejl fra Vlissingen den 11. marts 1471 med 36 skibe og 1.200 mand. Han gik kortvarigt på land ved den engelske kyst ved Cromer, men fandt ud af, at hertugen af Norfolk, som måske ville have støttet ham, var væk fra området, og at Warwick kontrollerede denne del af landet. I stedet førte hans skibe til Ravenspurn nær mundingen af Humber-floden, hvor Henrik af Bolingbroke var gået i land i 1399 på sin vej til at genvinde Hertugdømmet Lancaster og i sidste ende afsætte Richard 2.
Edvards landing var ikke heldig. Skibene blev spredt af dårligt vejr, og hans mænd landede i små delinger over et bredt område den 14. marts. Havnen i Kingston-upon-Hull nægtede at lade Edvard komme ind, så han rejste til York og hævdede ligesom Bolingbroke, at han kun søgte at få sit hertugdømme York tilbage. Derefter begyndte han at marchere sydpå. Nær Pontefract Castle undgik han styrkerne under Warwicks bror Montagu. Da Edvard nåede byen Warwick, havde han samlet nok støtte til at udråbe sig til konge igen. Jarlen af Warwick sendte presserende anmodninger om, at dronning Margrete, der samlede nye styrker i Frankrig, skulle slutte sig til ham i England. Selv var han i Coventry og forberedte sig på at forhindre Edvards vej til London, mens Montagu skyndte sig efter kongens hær.
Edvard vidste imidlertid, at Clarence var klar til atter at skifte side og forråde Warwick, hans svigerfar. Han marcherede hurtigt vestpå og sluttede sig til Clarences mænd, der nærmede sig fra Gloucestershire. Clarence appellerede til Warwick om at overgive sig, men Warwick nægtede endda at tale med ham. Edvards hær bevægede sig hurtigt mord London, forfulgt af Warwick og Montagu. London blev angiveligt forsvaret af den 4. hertug af Somerset, men han var fraværende, og byen overgav sig let til Edvard. Den ulykkelige og nu svage Henrik 6. blev sendt tilbage til Tower of London. Edvard rettede derefter opmærksomheden mod Warwicks hær, der nærmede sig. Den 14. april mødtes de i Slaget ved Barnet. I en forvirret kamp i tyk tåge angreb nogle af Warwicks hær ved en fejltagelse hinanden og fuld af råb om "forræderi!" gik hans hær i opløsning og blev besejret. Montagu døde under slaget, og Warwick blev hugget ned, idet han forsøgte at nå sin hest for at flygte.

## Tewkesbury-felttoget
Tilskyndet af Ludvig 11. sejlede Margrete endelig afsted den 24. marts. Storme tvang hendes skibe tilbage til Frankrig flere gange, og hun og prins Edvard landede endelig i Weymouth i Dorsetshire samme dag, som slaget ved Barnet blev udkæmpet. Mens Margrete søgte ly i det nærliggende Cerne Abbey, bragte hertugen af Somerset nyheden om katastrofen ved Barnet til hende. Hun ønskede kortvarigt at vende tilbage til Frankrig, men prins Edvard overtalte hende til at satse på en sejr.  Somerset og jarlen af Devon havde allerede rejst en hær for Huset Lancaster i West Country. Deres bedste håb var at marchere mod nord og slutte sig sammen med Lancaster-fraktionen i Wales, ledet af Jasper Tudor. Andre Lancaster-styrker kunne man stole på at kunne distrahere kong Edvard. Særligt en flåde under Warwicks uægte fætter, Bastarden af Fauconberg, forberedte sig på at lande i Kent, hvor Neville-familien og Warwick især altid havde været populær.
I London havde kong Edvard hørt om Margretes landing kun to dage efter, at hun ankommet. Selvom han havde givet mange af sine tilhængere og tropper orlov efter sejren i Barnet, var han ikke desto mindre i stand til hurtigt at samle en betydelig styrke i Windsor, lige vest for London. Det var i starten vanskeligt at fastsætte Margretes intentioner, da Lancaster-fraktionen havde foretaget mange skinmanøvrer, der antydede, at de måske ville gå direkte mod London, men inden for få dage var Edvards hær draget afsted mod West Country.
Den 30. april havde Margretes hær nået Bath på vej mod Wales. Hun tog kortvarigt en afstikker for at sikre våben, forstærkninger og penge fra byen Bristol. Samme dag nåede kong Edvard Cirencester. Da han fik at vide, at Margrete var i Bristol, vendte han mod syd for at møde hendes hær. Lancaster-hæren foretog imidlertid en skinmanøvre mod Little Sodbury, omkring 19 km nordøst for Bristol. I nærheden lå Sodbury Hill, et bakkefort fra Jernalderen, der var et åbenlyst strategisk punkt for Lancaster-styrkerne at indtage. Da York-spejdere nåede frem til bakken, var der en hår træfning, hvor de led store tab. I troen på, at Lancaster-fraktionen var ved at gøre klar til kamp, stoppede Edvard midlertidigt sin hær, så de forsinkede styrkerne kunne slutte sig til dem, og resten kunne hvile sig efter deres hurtige march fra Windsor. Men Lancaster-hæren foretog i stedet om natten en hurtig bevægelse nordpå og passerede inden for 5 km af Edvards hær. Om morgenen den 2. maj havde de nået sikkerhed i Berkeley Castle og havde et forspring på 24 km over Edvard.
Kong Edvard indså, at Lancaster-styrkerne forsøgte at krydse floden Severn til Wales. Det nærmeste overgangssted, de kunne bruge, var i byen Gloucester. Han afsendte indtrængende meddelelser til guvernøren Sir Richard Beauchamp og beordrede ham til at spærre portene for Margrete og bemande byens forsvar. Da Margrete ankom om morgenen den 3. maj, afviste Beauchamp hendes kald om at lade hendes hær passere, og hun indså, at der ikke var tilstrækkelig tid til at storme byen, inden Edvards hær ville ankomme. I stedet for gennemførte hendes hær endnu en strækmarch på 16 km til Tewkesbury i et forsøg på at nå den næste bro ved Upton-upon-Severn, 11 km længere oppe. I mellemtiden havde Edvard og hans hær marcheret ikke mindre end 50 km og havde passeret Cheltenham (dengang lidt større end en landsby) sent på eftermiddagen. Dagen var meget varm, og både Lancaster-styrkerne og Edvards forfølgende hær var trætte. Lancaster-hæren blev tvunget til at opgive noget af dets artilleri, som blev erobret af York-forstærkninger efter Gloucester.
Ved Tewkesbury gjorde de trætte Lancaster-styrker hold for natten. De fleste i deres hær var fodfolk og kunne ikke fortsætte videre uden hvile, og selv de tropperne til hest var trætte. I modsætning hertil bestod kong Edvards hær hovedsagelig af mænd til hest, der dog steg af hesten for at kæmpe til fods som man gjorde i fleste engelske hære i denne periode. Efter at han havde hørt sine spejderes meldinger om Margretes position førte Edvard sin hær ud på endnu en march på 10 km fra Cheltenham og gjorde endeligt hold 5 km fra Lancaster-hæren. Lancaster-tropperne vidste, at de ikke kunne trække sig længere tilbage, inden Edvard angreb deres bagtrop, og at de ville blive tvunget til at kæmpe.

## Slagets gang

### Lancaster-hærens positioner
Ved daggry den 4. maj, indtog Lancaster en defensiv position en kilometer syd for byen Tewkesbury. Bag dem lå floden Avon og Severn. Tewkesbury Abbey var lige bag Lancaster-hærens centrum. En bondegård, dengang kendt som Gobes Hall, markerede centrum for Lancaster-hærens position. I nærheden lå "Margarets camp", jordvold af ukendt alder. Dronning Margrete siges at have overnattet i Gobes Hall, inden hun på kampdagen i hast søgte tilflugt i et religiøst hus et stykke fra slagmarken. Hovedstyrken for Lancaster-hærens position blev udgjort af jorden foran den, som var adskilt af hække, skove, dosseringer og "modbydelige smalle veje". Dette var især tilfældet på deres højre flanke.
Lancaster-hæren var på ca. 6.000, sandsynligvis kun et par hundrede mand større end York-hæren. Som det var almindeligt på det tidspunkt, blev det organiseret i tre dele. Den højre deling blev ledet af hertugen af Somerset. En bæk, Colnbrook, flød gennem hans position, hvilket gjorde noget af jorden vanskelig at krydse. Lancaster-hærens centrum blev ledet af Lord Wenlock. I modsætning til de andre vigtigste Lancaster-hærførere havde Wenlock forladt Lancaster-sagen efter Det 1. slag ved St Albans, kun for at vende tilbage til Huset Lancaster, da han var blev frataget embedet som løjtnant i Calais. Prins Edvard var sammen med centrum. I en alder af 17 år var prins Edvard ikke fremmed for at være på slagmarken, da hans mor havde givet ham ansvaret for at dømme tilfangetagne York-støtter efter Det 2. slag ved St Albans, til døden, men han manglede erfaring med egentlig hærledelse. Den venstre deling blev leden af jarlen af Devon, en anden loyal Lancaster-støtte. Hans deling og en del af centrum havde indtaget en lav højderyg kendt lokalt som "Gaston". En lille flod, Swilgate, beskyttede Devons venstre flanke, før den krummede sig bag Lancaster-positionen og flød ud i Avon.

### Edvards bevægelser
York-hæren var på omkring 5.000-6.000 mænd. Ligesom Lancaster-hæren organiserede kong Edvard sin hær i tre dele.
Edvards fortrop blev befalet af hans yngste bror, Richard, hertug af Gloucester. Selvom han kun var 18 år gammel, var Richard allerede en erfaren hærleder og havde ledet en division i slaget ved Barnet. Edvard befalede selv hoveddelen, som Clarence også var en del af. Edvard var 29 år gammel og på højden af sin dygtighed som soldat. Hans livslange ven og støtte Lord Hastings ledte bagtroppen. Han var også en erfaren hærleder og havde ligesom Richard ledsaget Edvard i eksil i Nederlandene og ledt en deling i Barnet.
Selvom fortroppen traditionsvis indtog højre flanke af slaglinjen, har flere forfattere gættet sig med hjælp fra beskrivelser i næsten samtidige beretninger (såsom Historie of the Arrival of Edward IV), til at Richard af Gloucesters division faktisk tog opstilling til venstre for Edvards deling eller at divisionerne i Edvards hær avancerede i en linje foran hinanden, med Edvards division forrest.
Edvard lavede en anden vigtig taktisk disposition. Til venstre for hans hær lå en tæt skov. Bekymret for, at skjulte Lancaster-styrker kunne angribe fra dette område, beordrede han 200 spydmænd til hest til at indtage en del af skoven og forhindre Lancaster-styrker i at udnytte den eller til at handle på eget initiativ, hvis de ikke selv blev angrebet. Derefter "fremviste han sine bannere, blæste i trompeterne, knyttede sin sag og strid til Gud den Almægtige, til vor højest velsignede frue, hans mor, Jomfru Maria, den strålende Sankt Jørgen, og alle helgenerne, og bevægede sig frem."

### Kamphandlinger
Mens de bevægede sig mod Lancaster-stillingen, fandt kong Edvards hær ud af, at slagmarken var så splittet i stykker af skove, grøfter og dosseringer, at det var vanskeligt at angribe i nogen form for orden. Imidlertid afsendte York-hærens bueskytter og artilleri byger af pile og skud mod Lancaster-styrkerne. Yorkisterne havde bestemt flere kanoner end deres fjender, og de var tilsyneladende bedre betjent.
Enten for at undslippe beskydningen og bueskytternes byger af pile eller fordi han så en mulighed for at udmanøvrere kong Edvards isolerede deling, ledte hertugen af Somerset i hvert fald en del af sine mænd via nogle af de "modbydelige smalle veje" for at angribe Edvards venstre flanke. Selvom de blev overrasket, stod Edvards mænd hårdt imod og slog Somersets angreb ved hækkene og bankerne tilbage. På et vitale tidspunkt angreb de 200 spydmænd, som Edvard tidligere havde opstillet i skoven langt ude på venstre flanke, Somerset fra hans egen højre flanke og bagtrop, samtidig med at Gloucesters deling også sluttede sig til kampene.
Somersets deling blev besejret og jaget på flugt, og hans overlevende tropper forsøgte at flygte over Severn-floden. De fleste blev hugget ned, mens de flygtede. Den lange eng ved Colnbrook, der fører ned til floden, er den dag i dag kendt som "Bloody Meadow". Somerset galoperede hen til Wenlock, der ledte centrum og krævede at vide, hvorfor Wenlock ikke havde støttet ham. Ifølge legenden (fortalt i Edward Halls krønike, skrevet flere år bagefter, dog gennem førstehåndsberetninger), ventede han ikke på et svar, men slog Wenlocks hjerne ud med en stridsøkse, inden han søgte tilflugt i Tewkesbury Abbey.
Idet hærens moral kollapsede, forsøgte resten af Lancaster-styrkerne at flygte, men den lille flod Swilgate blev en dødelig barriere. Mange af dem, som det lykkedes for at krydse den, løb sammen ved en mølle syd for byen Tewkesbury og en dæmning i selve byen, hvor der var overgange over Avon. Også her druknede mange eller blev dræbt af deres forfølgere.

### Slagets efterspil
Blandt de ledende Lancaster-støtter, der faldt på slagmarken, var Somersets yngre bror John Beaufort, markis af Dorset og jarlen af Devon. Prinsen af Wales blev fundet i en lund af nogle af Clarences mænd. Han blev på summarisk vis henrettet, på trods af at han bad om sit liv til Clarence, der havde svoret sin troskab til ham i Frankrig knap et år tidligere.
Mange andre adelsmænd fra Lancaster-fraktionen og riddere søgte tilflugt i Tewkesbury Abbey. Kong Edvard deltog i en andagt i klostret kort efter slaget. Han gav tilladelse til, at prinsen af Wales og andre, der blev dræbt i slaget, blev begravet i klostret eller andre steder i byen uden at blive betegnet som forrædere, som det var sædvanen. To dage efter slaget blev Somerset og andre ledere imidlertid trukket ud af klostret og beordret af Gloucester og hertugen af Norfolk til at blive dræbt efter overfladiske rettergange. Blandt dem var Hugh Courtenay, fætter til jarlen af Devon, og Sir John Langstrother, prioren for Johanniterordenen. Klostret var ikke officielt et asyl. Det måtte genindvies en måned efter slaget efter den vold, der blev udført inden for dets område.
Et par dage senere sendte dronning Margrete besked til Edvard fra hendes tilflugtssted, at hun var "under hans nåde".

### Fordrivelsen af Fauconberg
Edvard kunne ikke hvile efter slaget. Lancaster-styrkerne under Jasper Tudor var stadig aktive i Wales, og der var en ineffektiv opstand i Nordengland. Edvard drog til Coventry i Midlands for at gøre sine dispositioner mod Lancaster-styrkerne i nord og i Wales og give sin hær tre dages hvile. Den farligste Lancaster-styrke var imidlertid den, der blev ledet af Bastarden af Fauconberg. Som forventet var han landet ved Sandwich og havde hurtigt rekrutteret en styrke blandt befolkningen i Kent, som støttede Neville-familien. Sammen med landflygtige Lancaster-støtter og fribyttere fra flere lande kan hans hær have talt 16.000 eller endda 17.000 i alt.
Den 14. maj angreb han London fra sydfra. Hans mænd afbrændte en del af forstaden Southwark, men blev slået tilbage ved London Bridge. Den næste dag angreb de Aldgate og Bishopsgate fra øst. Tower of Londons Garnisonen, under ledelse af jarl Rivers, dronning Elizabeths bror, der var blevet såret ved Barnet, slog dem tilbage. Borgerne, der forsvarede deres ejendom, spillede utvivlsomt en stor rolle.
Havde Fauconberg formået at erobre byen, kunne han også have taget Edvards hustru og deres børn til fange og befriet kong Henrik fra Tower of London. Da han hørte, at Edvards hær nærmede sig, trak han sig imidlertid tilbage til Sandwich. Ligesom Margrete syntes han at være blevet gjort fortvivlet af nyheden om nederlaget i Tewkesbury og prinsen af Wales' død, og senere overgav han sig selv og sine skibe temmelig nemt. Han blev henrettet fem måneder senere efter at have forsøgt at flygte fra sit fangenskab.

## Enden på den kongelige Lancaster-familie
På sin vej for at slå Fauconberg og hans oprørstyrker fra Kent passerede Edvard triumferende gennem London den 21. maj med den tilfangetagne dronning Margrete ved sin side i en vogn. Kong Henrik 6. døde i Tower of London den aften ved Richard af Gloucesters hænder eller efter hans ordre ifølge flere næsten samtidige beretninger. Imidlertid fortæller den mest samtidige beretning kun, at Gloucester var der "sammen med mange andre", og mordet blev næsten helt sikkert udført efter ordre fra den nye konge, Edvard 4. Den afsatte konges død blev offentliggjort, og det blev fortalt, at han var død "af ren utilpashed og melankoli", men få troede på dette.
Gloucester giftede sig senere med Anne Neville, den yngste datter af Warwick og enken efter Henrik og Margretes søn Edvard.
Med Somerset og hans yngre brors død var Huset Beaufort, der var fjerne fætre til Henrik 6. og havde et svagt krav på at efterfølge ham, næsten blevet udryddet. Kun den kvindelige linje fra Somersets onkel, den 1. hertug af Somerset, var tilbage, repræsenteret af Lady Margaret Beaufort og hendes søn Henrik Tudor (senere kong Henrik 7.). Henrik flygtede fra Wales med Jasper Tudor, hans farbror, og forblev i eksil i Bretagne i resten af Edvards regeringstid. Året efter slaget ved Tewkesbury blev Lady Margaret dog gift med Lord Stanley, en af kong Edvards tilhængere, som senere vendte sig mod Edvards bror Richard af Gloucester, efter at han var blevet konge som Richard 3., og var medvirkende til at sætte Henrik Tudor på tronen.

## Reenactment
Hvert år i den anden weekend i juli bliver slaget genskabt under Tewkesbury Medieval Festival. Arrangementet fandt sted første gang i 1984, og det er et af de største reenactementarrangementer i Europa, med omkring 25.000 besøgende.

## Monument
Tewkesbury Battlefield Society rejste et monument til slaget i form af to skulpturer, 5 m høje, af en sejrende ridder til hest og en besejret hest. Med titlen Arrivall efter den samtidige beretning om slaget blev værket skabt af Phil Bews af grønt egetræ fældet i Gloucestershire og blev indviet på årsdagen for slaget i 2014.